# Senecio madagascariensis
Senecio madagascariensis là một loài thực vật có hoa trong họ Cúc. Loài này được Poir. miêu tả khoa học đầu tiên năm 1817.